# San Pedro Sosoltepec
San Pedro Sosoltepec är en ort i Mexiko.   Den ligger i kommunen Santa María Ecatepec och delstaten Oaxaca, i den sydöstra delen av landet, 500 km sydost om huvudstaden Mexico City. San Pedro Sosoltepec ligger 2 040 meter över havet och antalet invånare är 119.
Terrängen runt San Pedro Sosoltepec är bergig åt sydost, men åt nordväst är den kuperad. San Pedro Sosoltepec ligger uppe på en höjd. Runt San Pedro Sosoltepec är det mycket glesbefolkat, med 4 invånare per kvadratkilometer. Närmaste större samhälle är San Matías Petacaltepec, 7,5 km nordost om San Pedro Sosoltepec. I omgivningarna runt San Pedro Sosoltepec växer huvudsakligen savannskog.